# Gymnoprosopa filipalpus
Gymnoprosopa filipalpus är en tvåvingeart som beskrevs av Allen 1926. Gymnoprosopa filipalpus ingår i släktet Gymnoprosopa och familjen köttflugor. Inga underarter finns listade i Catalogue of Life.